# Montfaucon-d'Argonne
Pour les articles homonymes, voir Montfaucon.
Montfaucon-d'Argonne est une commune française située dans le département de la Meuse, en région Grand Est.
La localité s'appelait jadis Montfaucon en Argonne.

## Géographie
L'altitude minimale est de 198 mètres, tandis que la maximale est de 338 mètres au sommet de la butte de Montfaucon.
Les forêts autour du village sont un endroit idéal pour entendre le brame du cerf en automne.

### Communes limitrophes
| Épinonville | Septsarges           | Septsarges |
| Épinonville | Montfaucon-d'Argonne | Septsarges |
| Véry        | Cuisy                | Cuisy      |

### Hydrographie
La commune est traversée par la ligne de partage des eaux entre les bassins versants de la Meuse et de la Seine au sein respectivement du bassin Rhin-Meuse et du bassin Seine-Normandie. Elle est drainée par le ruisseau l'Andon (Bras-Nord), le ruisseau de Chambrogne, le ruisseau de Very et le ravin de Walipre,.
L'Andon (Bras-Nord), d'une longueur de 24 km, prend sa source dans la commune  et se jette  dans la Meuse à Doulcon, après avoir traversé onze communes. 

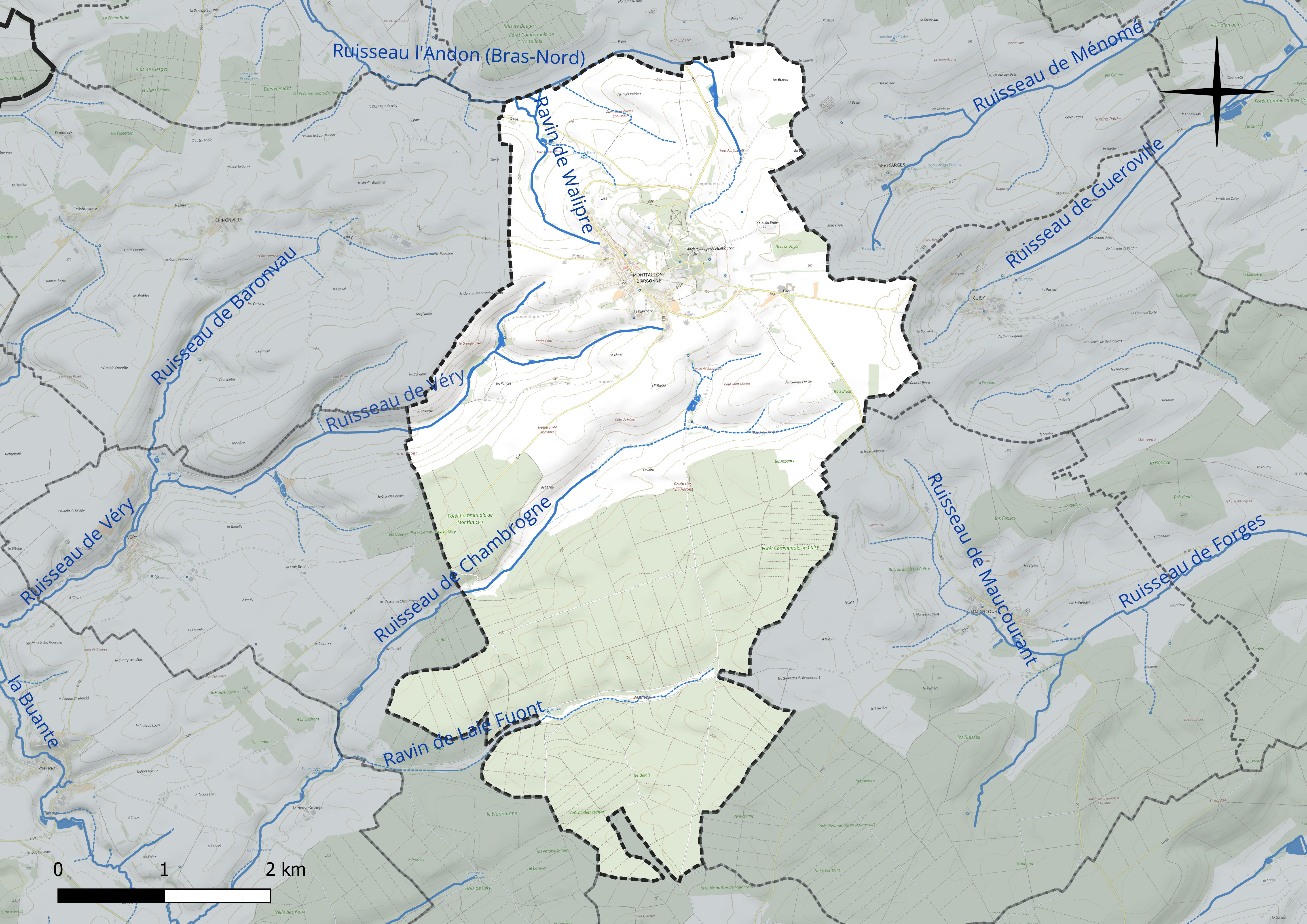
Réseau hydrographique de Montfaucon-d'Argonne.

### Climat
Pour des articles plus généraux, voir Climat du Grand Est et Climat de la Meuse.
En 2010, le climat de la commune est de type climat de montagne, selon une étude du Centre national de la recherche scientifique s'appuyant sur une série de données couvrant la période 1971-2000. En 2020, Météo-France publie une typologie des climats de la France métropolitaine dans laquelle la commune est exposée à un climat océanique altéré et est dans la région climatique  Lorraine, plateau de Langres, Morvan, caractérisée par un hiver rude (1,5 °C), des vents modérés et des brouillards fréquents en automne et hiver. 
Pour la période 1971-2000, la température annuelle moyenne est de 9,4 °C, avec une amplitude thermique annuelle de 15,9 °C. Le cumul annuel moyen de précipitations est de 1 043 mm, avec 13,9 jours de précipitations en janvier et 9,6 jours en juillet. Pour la période 1991-2020, la température moyenne annuelle observée sur la station météorologique de Météo-France la plus proche, « Septsarges », sur la commune de Septsarges à 3 km à vol d'oiseau, est de 10,3 °C et le cumul annuel moyen de précipitations est de 942,8 mm. 
La température maximale relevée sur cette station est de 39,9 °C, atteinte le 25 juillet 2019 ; la température minimale est de −15,7 °C, atteinte le 1er janvier 1997,,. 
Les paramètres climatiques de la commune ont été estimés pour le milieu du siècle (2041-2070) selon différents scénarios d'émission de gaz à effet de serre à partir des nouvelles projections climatiques de référence DRIAS-2020. Ils sont consultables sur un site dédié publié par Météo-France en novembre 2022.

## Urbanisme

### Typologie
Au 1er janvier 2024, Montfaucon-d'Argonne est catégorisée commune rurale à habitat dispersé, selon la nouvelle grille communale de densité à sept niveaux définie par l'Insee en 2022.
Elle est située hors unité urbaine et hors attraction des villes,.

### Occupation des sols
L'occupation des sols de la commune, telle qu'elle ressort de la base de données européenne d’occupation biophysique des sols Corine Land Cover (CLC), est marquée par l'importance des territoires agricoles (53,6 % en 2018), une proportion sensiblement équivalente à celle de 1990 (53,8 %). La répartition détaillée en 2018 est la suivante : forêts (42,6 %), terres arables (32,5 %), prairies (21,1 %), espaces verts artificialisés, non agricoles (2,4 %), zones urbanisées (1,3 %). L'évolution de l’occupation des sols de la commune et de ses infrastructures peut être observée sur les différentes représentations cartographiques du territoire : la carte de Cassini (XVIIIe siècle), la carte d'état-major (1820-1866) et les cartes ou photos aériennes de l'IGN pour la période actuelle (1950 à aujourd'hui).

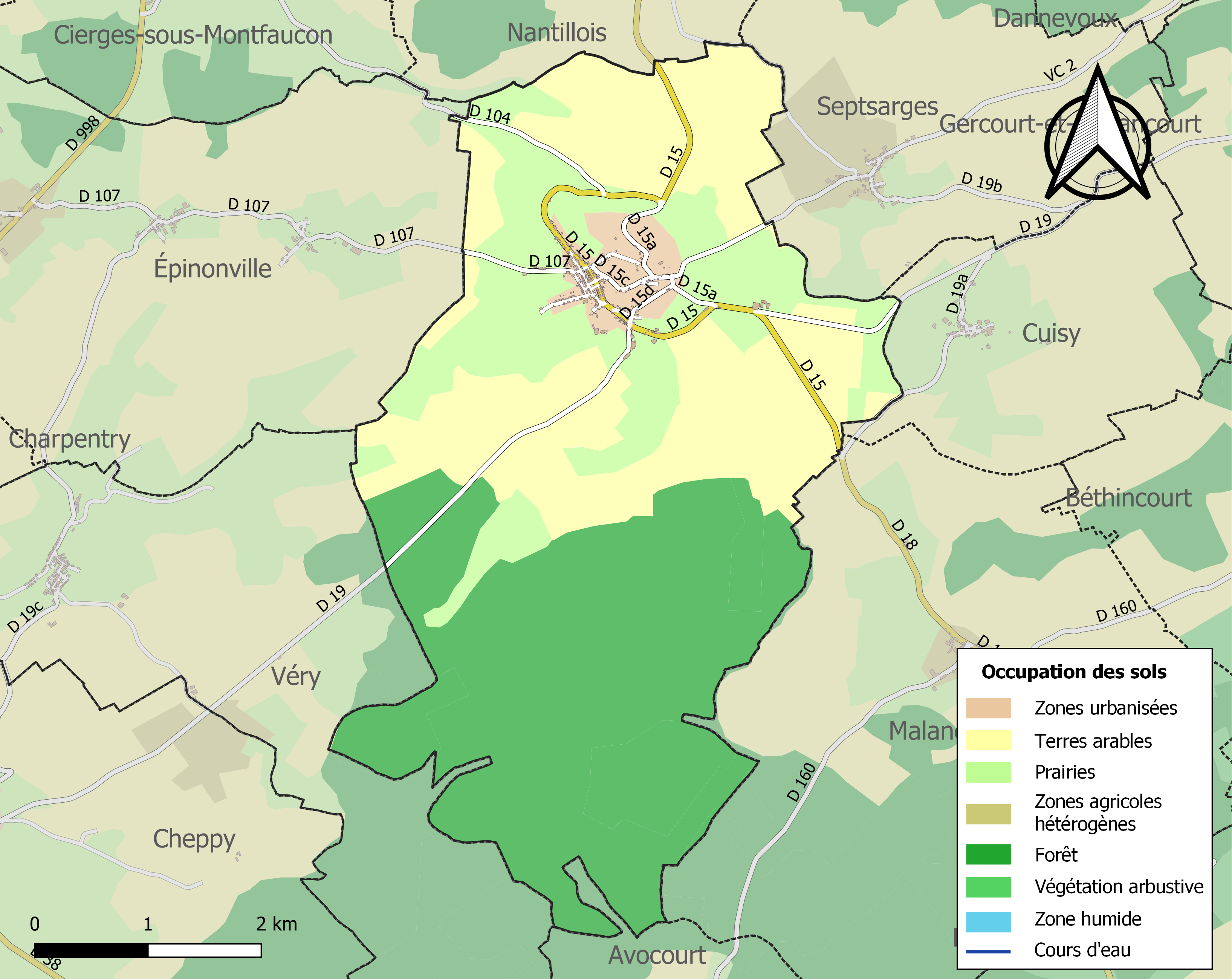
Carte des infrastructures et de l'occupation des sols de la commune en 2018 (CLC).

## Toponymie
Le nom de la localité est attesté sous les formes Ecclesia in Montem-Falconis (870) ; Abbatia… (893) ; Ad Montemfalconis (xe siècle) ; Castrum Falconis-Montis (1099) ; Ecclesia Montis-Falconis (1169) ; Mons-Fulconis (1169) ; Monfalcon (1265) ; In villa de Montefalconis (1272) ; Monfacon (1283) ; Monsfalcon (1296) ; Montfalcon (1442) ; Ecclesia sancti Germani Montis-Falconis (1502) ; Monfaucon (1526) ; Montfaulcon (1534) ; Montis-Falconis castrum (1580) ; Sanctus-Laurentius Monsfalconis (XVIe siècle) ; Saint-Laurent de Mont-Faucon (1648).

Selon la légende, le village devrait son nom à Saint Balderic (ou Saint Baudry), guidé par un faucon au sommet de la colline où il fonda, vers 620, le monastère de bénédictins qui devint plus tard la collégiale Saint-Germain.
L'Argonne est une région naturelle de la France, qui chevauche les départements de la Marne, des Ardennes et de la Meuse, à l'est du bassin parisien.

## Histoire

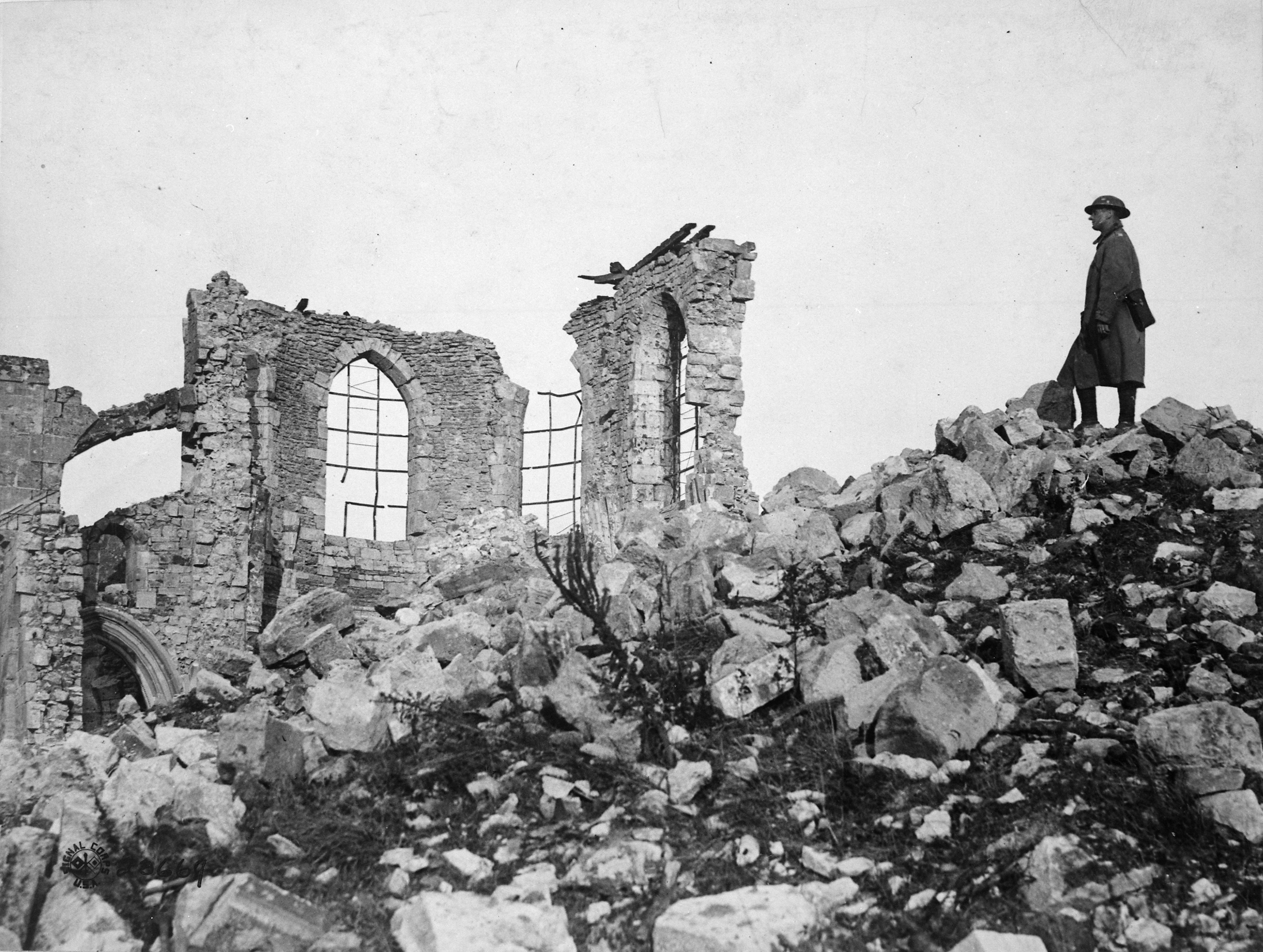
Ruines de l'église après la capture du village par l'armée américaine, 1918.

Aux VIIe et VIIIe siècles à Montfaucon existait un monastère où saint Wandrille, originaire du Verdunois, a été moine.
En 888, sur le territoire de la paroisse se déroula la bataille de Montfaucon en Argonne opposant Eudes, fils de Robert le Fort, roi des Francs, aux Normands qu'il vainquit.
En 1918 s'est déroulée la bataille de Montfaucon.

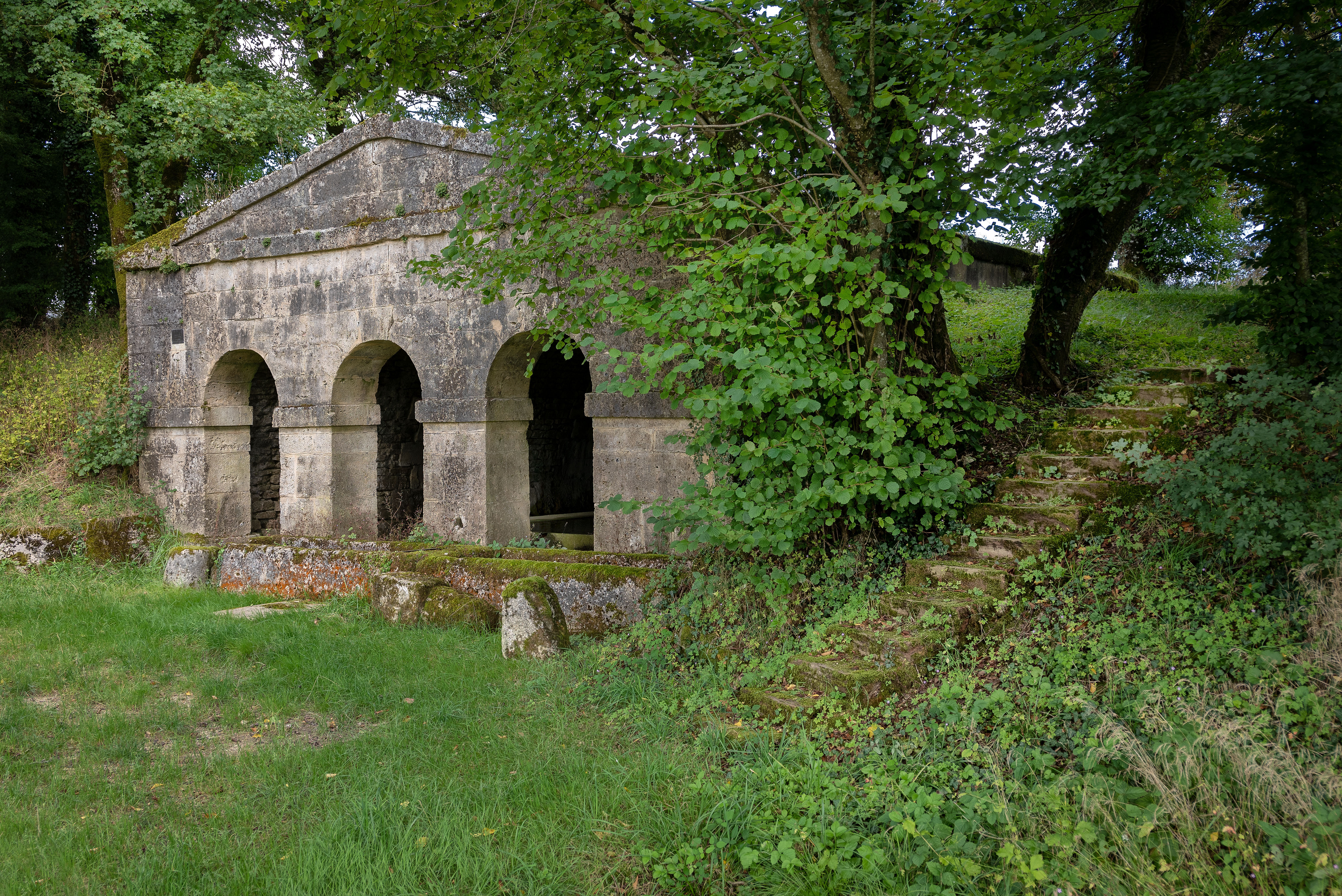
Lavoir de la Grand'Fontaine, seul édifice datant de l'ancien village de Monfaucon.

## Politique et administration
| Période                                  | Période  | Identité        | Étiquette | Qualité |
| ---------------------------------------- | -------- | --------------- | --------- | ------- |
| Les données manquantes sont à compléter. |          |                 |           |         |
| avant 1981                               | ?        | Pierre Fréminet |           |         |
| Mars 2001                                | Mai 2020 | René Beausoleil |           |         |
| mai 2020                                 | En cours | Pauline Astolfi |           |         |

## Population et société

### Démographie
L'évolution du nombre d'habitants est connue à travers les recensements de la population effectués dans la commune depuis 1793. Pour les communes de moins de 10 000 habitants, une enquête de recensement portant sur toute la population est réalisée tous les cinq ans, les populations de référence des années intermédiaires étant quant à elles estimées par interpolation ou extrapolation. Pour la commune, le premier recensement exhaustif entrant dans le cadre du nouveau dispositif a été réalisé en 2008.

En 2022, la commune comptait 276 habitants, en évolution de −12,38 % par rapport à 2016 (Meuse : −4,4 %, France hors Mayotte : +2,11 %).
| 1793 | 1800 | 1806  | 1821  | 1831  | 1836  | 1841  | 1846  | 1851  |
| ---- | ---- | ----- | ----- | ----- | ----- | ----- | ----- | ----- |
| 994  | 982  | 1 119 | 1 227 | 1 224 | 1 238 | 1 271 | 1 240 | 1 259 |

| 1856  | 1861  | 1866  | 1872 | 1876 | 1881 | 1886 | 1891 | 1896 |
| ----- | ----- | ----- | ---- | ---- | ---- | ---- | ---- | ---- |
| 1 114 | 1 077 | 1 054 | 945  | 956  | 943  | 948  | 926  | 870  |

| 1901 | 1906 | 1911 | 1921 | 1926 | 1931 | 1936 | 1946 | 1954 |
| ---- | ---- | ---- | ---- | ---- | ---- | ---- | ---- | ---- |
| 838  | 790  | 763  | 335  | 435  | 453  | 451  | 412  | 391  |

| 1962 | 1968 | 1975 | 1982 | 1990 | 1999 | 2006 | 2008 | 2013 |
| ---- | ---- | ---- | ---- | ---- | ---- | ---- | ---- | ---- |
| 359  | 353  | 346  | 326  | 318  | 314  | 348  | 358  | 331  |

| 2018 | 2022 | - | - | - | - | - | - | - |
| ---- | ---- | - | - | - | - | - | - | - |
| 299  | 276  | - | - | - | - | - | - | - |

## Culture locale et patrimoine

### Lieux et monuments
- Monument américain de Montfaucon.
- Les terrains de zone rouge, incluant les ruines de la collégiale Saint-Germain  Classé MH (1937)[24].
- L'église Saint-Laurent, reconstruite en 1929.
- La chapelle Notre-Dame-des-Malades, construite en 1922.
- Les vestiges de la collégiale Saint-Germain XIIe siècle, sur le site de l'ancien village, détruite en 1914-1918.
- Arboretum du Petit-Bois.

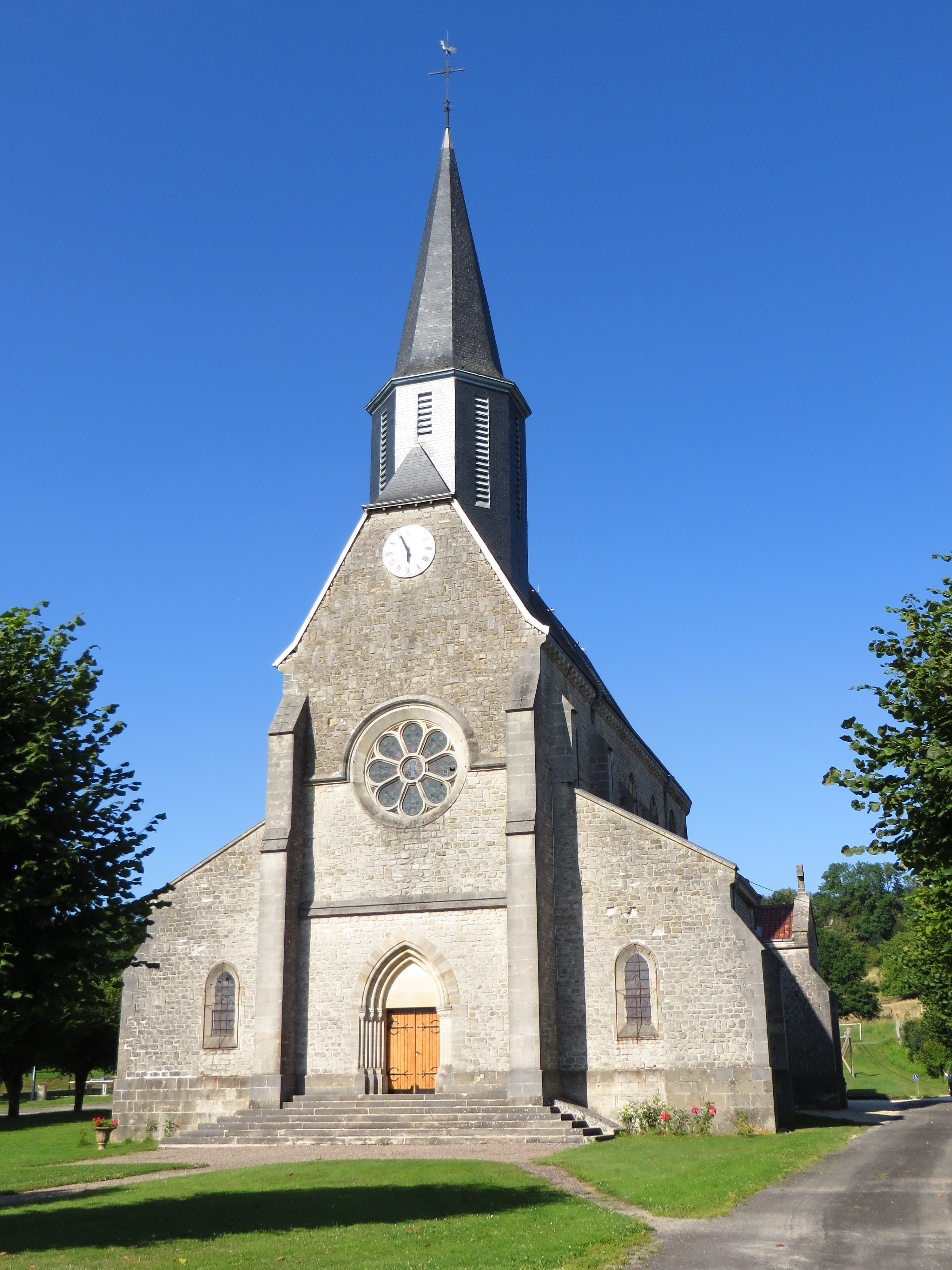
L'église Saint-Laurent
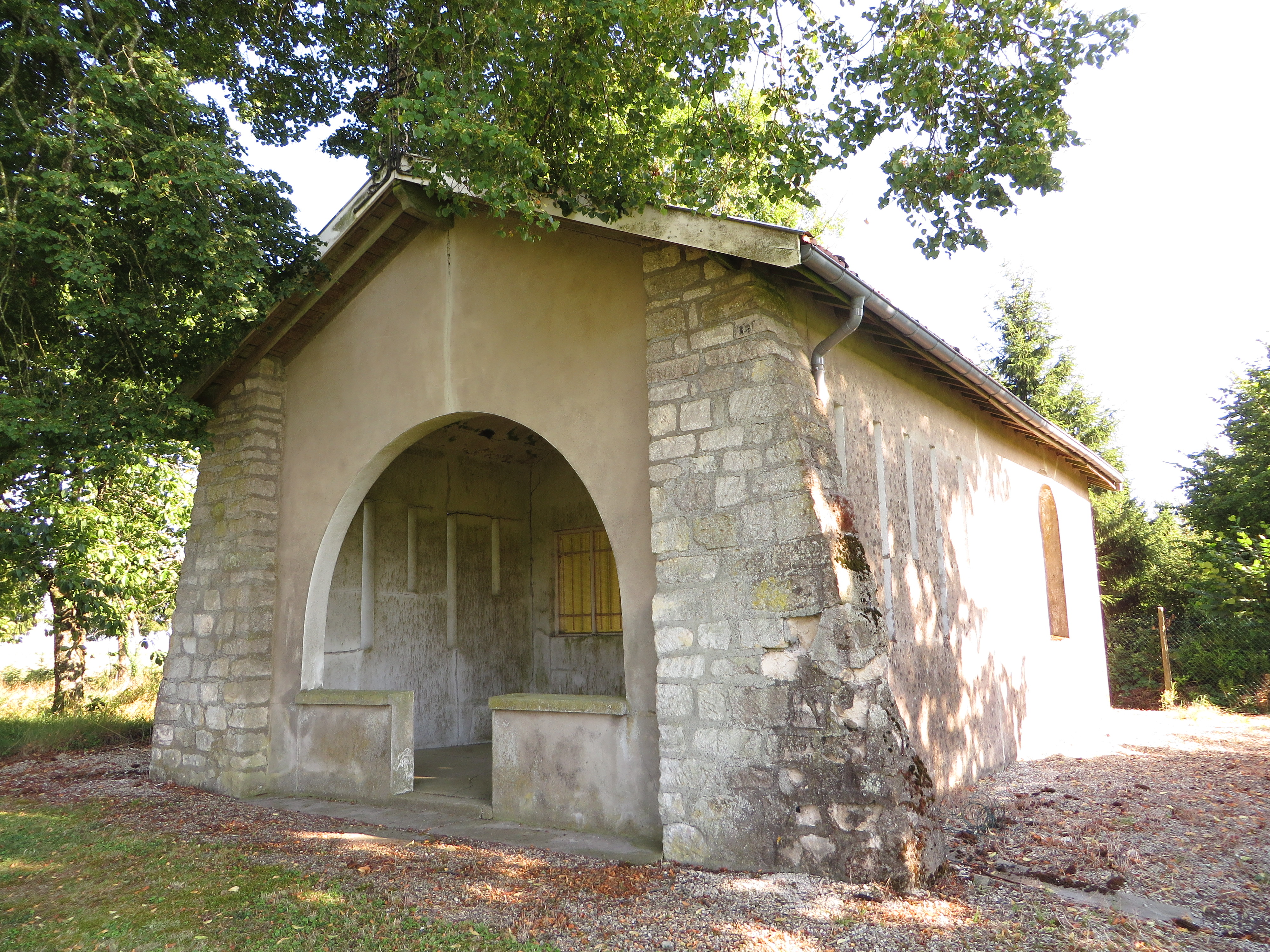
La chapelle Notre-Dame-des-Malades.
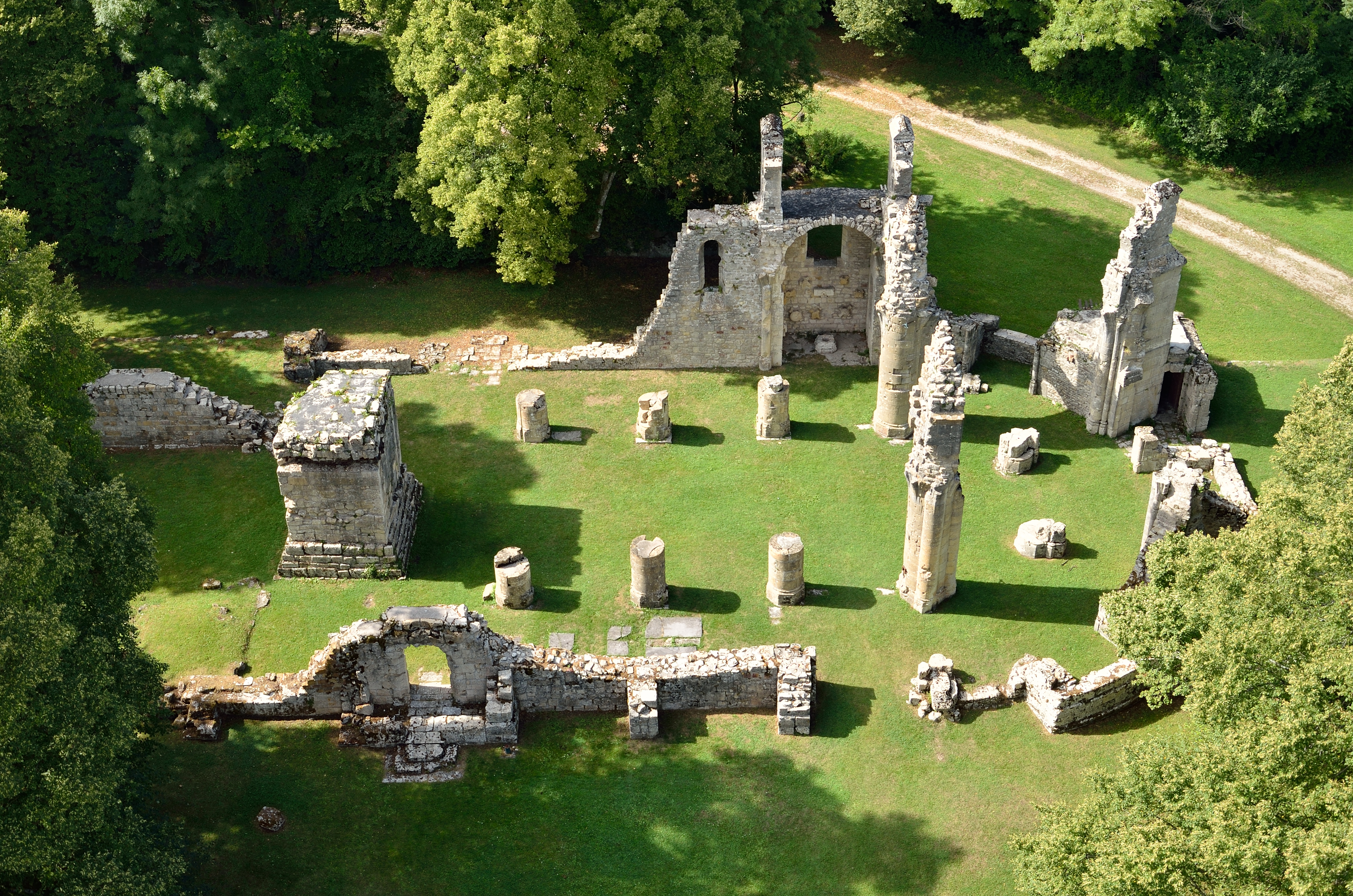
Les ruines de la collégiale Saint-Germain, vues depuis le monument américain.

### Personnalités liées à la commune
- Baldéric de Montfaucon, saint franc du VIIe siècle.
- Jean-Baptiste Raulin (1759-1835), homme politique, est mort dans la commune.
- Jacques Raulin (1795 à Montfaucon - 1880 à Verdun), homme politique.
- Victor Raulin (1815-1905), géologue, est mort dans la commune.

### Héraldique, logotype et devise
| Blason de Montfaucon-d'Argonne | Blason  | De gueules à un faucon d'argent posé sur une montagne de même.                            |
| Blason de Montfaucon-d'Argonne | Détails | Armes parlantes (Un faucon sur un mont). Le statut officiel du blason reste à déterminer. |

Montfaucon a donné son nom à une maison de nom et d'armes, qui portait : D'argent, à trois losanges de sable.